# Willkommen bei Carmen Nebel/Episodenliste
Die Liste der Episoden von Willkommen bei Carmen Nebel enthält alle Sendungen von Willkommen bei Carmen Nebel. Die Sendereihe wurde von 2004 bis 2021 von Carmen Nebel moderiert, vom ZDF ausgestrahlt und von der TeeVee Produktions GmbH produziert.

## Veranstaltungen
Die Sendungen wurden in Deutschland, Österreich, Italien, Spanien und in den Niederlanden veranstaltet:
- Berlin, Braunschweig, Bremen, Dornbirn, Dortmund, Dresden, Duisburg, Erfurt, Essen, Freiburg im Breisgau, Fulda, Graz, Halle (Saale), Hannover, Hof, Karlsruhe, Kempten (Allgäu), Kitzbühel, Klagenfurt, Krefeld, Leipzig, Lugano, Maastricht, Magdeburg, Mallorca, München, Offenburg, Riesa, Salzburg, Schwarzwald, Südtirol, Wiener Neustadt

## Erklärung
- Folge: Nennt die Folge der Sendung
- Datum: Nennt das Datum der Sendung
- Ort: Nennt den Ort, wo die Sendung ausgetragen wurde
- Ausstrahlungsart: Nennt die Ausstrahlungsart, ob es live oder eine Aufzeichnung war
- Mitwirkende: Nennt die Stars, die in der Sendung waren

## Liste der Sendungen
| Folge | Datum              | Ort                                 | Ausstrahlungsart | Mitwirkende |
| ----- | ------------------ | ----------------------------------- | ---------------- | --- |
| 01    | 31. Januar 2004    | Magdeburg                           | live             | André Rieu, DJ Ötzi, David Hasselhoff, Gaby Albrecht, Klaus & Klaus, Yvonne Catterfeld, Costa Cordalis, The Dubliners, Hansi Hinterseer, Anna Maria Kaufmann, Hape Kerkeling, Eva Lind, Schürzenjäger, John Sheahan, Roger Whittaker |
| 02    | 20. März 2004      | Offenburg                           | live             | Heino und seine Frau Hannelore Kramm, Chris de Burgh, Peter Cornelius, Die Flippers, Karel Gott, Julio Iglesias, Francine Jordi, Johannes Kalpers, James Last, Angelika Milster, Nora Mogalle, Dara Rolins, Puhdys, Musical Mamma Mia! |
| 03    | 5. Juni 2004       | Hof                                 | live             | Jantje Smit, Oswald Sattler, Nicki, Al Bano, G. G. Anderson, Lys Assia, Gunther Emmerlich, Max Greger, Lara Fabian, Claudia Jung und Tochter Anna, Johannes B. Kerner, Die Klostertaler, Alexander Klaws, Paul Kuhn, Patrick Lindner, Hugo Strasser, The Ten Tenors, SWR-Bigband |
| 04    | 7. August 2004     | Sommerspecial aus Lugano            | Aufzeichnung     | Peter Kraus, Francine Jordi, Albano Carrisi |
| 05    | 23. Oktober 2004   | Rostock                             | live             | Udo Jürgens, Kastelruther Spatzen, De Randfichten, Geschwister Hofmann, Rainhard Fendrich, Peter Kraus, Karl Lauterbach, Lénou, Nana Mouskouri, Helmut Lotti, Ingo Oschmann, Michael Rostig, Wolfgang Petry |
| 06    | 23. Dezember 2004  | Erfurt                              | Aufzeichnung     | Heino, Yvonne Catterfeld, Boney M., Deutsches Showballett Berlin, Dresdner Kreuzchor, Johannes Heesters, Marshall & Alexander, Milva, Die Paldauer, Ireen Sheer, Lena Valaitis |
| 07    | 29. Januar 2005    | Magdeburg                           | live             | André Rieu, Kristina Bach, Stefanie Hertel, Roberto Blanco, Deutsches Showballett Berlin, Tony Christie, Die jungen Zillertaler, Bellini, Vicky Leandros, DJ Ötzi, Marianne Rosenberg, Georg Preuße |
| 08    | 2. April 2005      | Hof                                 | live             | De Höhner, Marianne und Michael, Patrick Lindner, Paul Anka, Christopher Lee & Rhapsody, Roland Kaiser, Night of the Sultans, Gitte Hænning, Karat, Die Flippers, Mary Roos |
| 09    | 5. Juni 2005       | Dornbirn                            | live             | Heino, Golden Gate Quartet, Demis Roussos, Oswald Sattler, Nockalm Quintett, Tony Marshall, Claudia Jung, Nicole, Erste Allgemeine Verunsicherung, Andy Borg, G. G. Anderson, Gaby Albrecht, Palast Orchester, Deutsches Showballett Berlin |
| 10    | 20. August 2005    | Sommerspecial aus Südtirol          | Aufzeichnung     | Mary Roos, Kastelruther Spatzen, Semino Rossi |
| 11    | 29. Oktober 2005   | Halle (Saale)                       | live             | Die Flippers, Patrizio Buanne, Michelle, Verona Pooth, Francine Jordi, Vicky Leandros, Münchener Freiheit, Danny Malando, Freddy Quinn, Frank Schöbel, Axel Schulz, Séverine, Kastelruther Spatzen, Oliver Thomas |
| 12    | 22. Dezember 2005  | Kempten im Allgäu                   | Aufzeichnung     | Udo Jürgens, Gitte Hænning, Wencke Myhre, Siw Malmkvist, Regensburger Domspatzen, Verona Pooth, Eberhard Hertel, Stefanie Hertel, Engelbert, Margitta und ihre Töchter, Stefan Mross, Nana Mouskouri, Ingrid Peters, Thomas Wencke, Südtiroler Spitzbaum |
| 13    | 21. Januar 2006    | Fulda                               | live             | Verona Pooth, Salvatore Adamo, Appassionante, Il Divo, Bernhard Brink, Rainhard Fendrich, Geschwister Hofmann, Ja-Ka-Scha, Andrea Jürgens, Die Ladiner, Jochen Kupfer, Milva, Eure Mütter, Musical Falco meets Amadeus, Olsen Brothers, Matthias Reim, Ireen Sheer, Chris Norman |
| 14    | 17. April 2006     | Klagenfurt                          | live             | Roland Kaiser, Ute Freudenberg, Die Seer, Die Paldauer, Die Klostertaler, Max Raabe und sein Palast Orchester, Andrea Bocelli, Andrea Berg, Johnny Logan, Peter Kraus, Brunner & Brunner, Jörg Knör, Wiener Sängerknaben, Michelle, Karel Gott |
| 15    | 13. Mai 2006       | Berlin                              | live             | Verona Pooth, Marie-Luise Marjan, James Last, Pia Douwes, Uwe Kröger, Al Martino, Claudia Jung, Roger Whittaker, Semino Rossi, Andy Borg, Lena Valaitis, Peggy March, Dieter Thomas Heck, Bata Illic, Chris Roberts, Frank Schöbel, Mary Roos, Schöneberger Sängerknaben, Michael Holm |
| 16    | 29. Juli 2006      | Sommerspecial aus dem Salzkammergut | Aufzeichnung     | Seer, Patrick Lindner |
| 17    | 11. November 2006  | Leipzig                             | live             | Bernhard Hirtreiter, Maxi Arland, Stefanie Hertel, Stefan Mross, Andre Rieu, Geschwister Hofmann, Marianne & Michael, Hansi Hinterseer, Vicky Leandros, Mireille Mathieu, Kriemhild Jahn, Wolfgang Ziegler, Lena Valaitis |
| 18    | 21. Dezember 2006  | Rostock                             | Aufzeichnung     | Nana Mouskouri, Chris de Burgh, Lucia Aliberti, Ivan Rebroff, Nicole, Gaby Albrecht, Schürzenjäger, Anna Maria Kaufmann, Nockalm Quintett, Die Stoakogler & Die Edlseer, De Klaashahns, Verona Pooth, Deutsches Showballett Berlin, Robin Gibb, Rolf Zuckowski, Olaf Berger & Tochter Maria, Bernhard Hirtreiter & Beata Marti, Messias Ensemble |
| 19    | 3. Februar 2007    | Wiener Neustadt                     | live             | Dagmar Koller, Heino, DJ Ötzi, Nik P., Mary Roos, Jan Smit, Jonny Hill, Trientiner Bergsteigerchor, Die Klostertaler, Karl Moik, Albert Fortell, Tony Christie, Petra Frey, Francine Jordi |
| 20    | 14. April 2007     | Berlin                              | live             | DJ Ötzi, Nik P., Die Klostertaler, Roland Kaiser, Helmut Lotti, Frank Zander, Inka Bause, Ireen Sheer, Margot Werner, Andrea Berg, Riverdance, Musical Daddy Cool, Friedrichstadt-Palast Tänzerinnen, Semino Rossi |
| 21    | 13. Mai 2007       | Erfurt                              | live             | DJ Ötzi, Marlène Charell, Claudia Jung, Nik P., Maxi Arland, Yvonne Catterfeld, Alexander Klaws mit Musical Tanz der Vampire, Isabell Werth, Ute Freudenberg, Vanessa-Mae, Oliver Thomas, Shakin’ Stevens, Dschinghis Khan, Jürgen Marcus, Dieter Althaus, Bernhard Hirtreiter |
| 22    | 28. Juli 2007      | Sommerspecial aus dem Schwarzwald   | Aufzeichnung     | Oliver Thomas, Mary Roos |
| 23    | 3. November 2007   | Offenburg                           | live             | Helene Fischer, Paul Anka, Barbara Schöneberger, Peter Kraus, Kastelruther Spatzen, Wolfgang Petry, Achim Petry, André Rieu, Linda Feller, Shakin’ Stevens, Andrea Berg, Helmut Lotti, Howard Carpendale |
| 24    | 19. Dezember 2007  | Dresden                             | Aufzeichnung     | Semino Rossi, Richard Clayderman, Ensemble Holiday on Ice, Regensburger Domspatzen, Claudia Jung und Tochter Anna, RyanDan, das Deutsche Showballett Berlin, Karat, René Kollo, Gitte Hænning, Boney M. feat. Liz Mitchell, Anna Maria Kaufmann, Vicky Leandros, Mireille Mathieu |
| 25    | 16. Februar 2008   | Wiener Neustadt                     | live             | Udo Jürgens, Rainhard Fendrich, Spider Murphy Gang, Musical Elisabeth, Erste Allgemeine Verunsicherung, Montserrat Caballé, No Angels, Wencke Myhre, Nicole, Eva Lind, Tobey Wilson |
| 26    | 15. März 2008      | Berlin                              | live             | Pamela Anderson, Hans Klok, Ute Freudenberg, Milva, Angelika Milster, Musical Mamma Mia!, Joy Fleming, Stefanie Hertel, Hansi Hinterseer, David Garrett, Inka Bause, Uwe Busse, Lucia Aliberti, Stefan Mross, Peggy March, Roger Cicero |
| 27    | 17. Mai 2008       | Riesa                               | live             | Die Paldauer, Klostertaler, Andy Borg, Sarah Brightman, Judy Weiss, Wolfgang Lippert, Gitte Hænning, Basta, Robin Gibb, Tommy Steiner, John Kincade |
| 28    | 26. Juli 2008      | Sommerspecial aus Palma             | Aufzeichnung     | Howard Carpendale, Helene Fischer, Nino de Angelo, Olaf Berger, Apasionante Außerdem wurden Ausschnitte aus den vergangenen 27 Folgen der Show von diesen Künstlern gezeigt: Engelbert, Nana Mouskouri, Roger Cicero, Musical Daddy Cool, Julio Iglesias, Vicky Leandros, Hansi Hinterseer, Shakin’ Stevens, Kastelruther Spatzen, David Garrett, Mireille Mathieu, Roger Whittaker, Zucchero, Johnny Logan, Riverdance, André Rieu, Ute Freudenberg, Claudia Jung, Nik P., Stefanie Hertel, Stefan Mross, Uwe Busse, Chris de Burgh, Tony Christie, Semino Rossi, Andrea Berg, Andrea Bocelli, Hape Kerkeling, DJ Ötzi, Helene Fischer, Udo Jürgens, Howard Carpendale |
| 29    | 25. Oktober 2008   | Dortmund                            | live             | Daliah Lavi, Nana Mouskouri, Helmut Lotti, DJ Ötzi, Helene Fischer, Claudia Jung, Peter Maffay, Udo Jürgens, André Rieu, Anna Maria Kaufmann, Karel Gott, Paul Potts |
| 30    | 23. Dezember 2008  | Halle (Saale)                       | live             | Howard Carpendale, Ensemble Holiday on Ice, Musical Marie Antoinette, Mary Roos, Wayne Carpendale, Ute Freudenberg, David Garrett, Andrea Bocelli, Kastelruther Spatzen, Andy Borg Peter Maffay, Rolf Zuckowski, Nena, Albert Hammond, Roger Whittaker |
| 31    | 31. Januar 2009    | Salzburg                            | live             | Chris de Burgh, Kastelruther Spatzen, Roland Kaiser, Enya, Plácido Domingo, Geraldine Chaplin, James Last, Marianne Rosenberg, Daliah Lavi, Truck Stop, Mike Krüger, Die Seer, Riverdance, Johnny Logan, Adoro |
| 32    | 14. März 2009      | Berlin                              | live             | Peter Kraus, Klostertaler, Brunner & Brunner, Umberto Tozzi, The Comets, Die Puhdys, Mario Adorf, Angelo Branduardi, Matze Knop, Heinz Rudolf Kunze, Thomas Heinze, Vicky Leandros, Oliver Thomas, Hansi Hinterseer, Lynn Anderson, Angelika Milster |
| 33    | 9. Mai 2009        | Erfurt                              | live             | Les Humphries Singers, Münchener Freiheit, Cora, Roger Cicero, Chip Hawkes, Olaf Berger, Paul Potts, Dennis Chmelensky, Sandra, Thomas Anders, Lena Valaitis, Chris Norman, Udo Jürgens, Liza Minnelli, Ute Freudenberg, Michael Hirte |
| 34    | 15. August 2009    | Sommerspecial aus Maastricht        | Aufzeichnung     | André Rieu, DJ Ötzi |
| 35    | 26. September 2009 | Duisburg                            | live             | Patricia Kaas, André Rieu, DJ Ötzi, John Miles, Sasha, Howard Carpendale, Mark Medlock, Riverdance & die Big Band der Bundeswehr, José Carreras, Pur, Barbara Schöneberger, Andrea Berg |
| 36    | 31. Oktober 2009   | Magdeburg                           | live             | Cliff Richard, Chris Rea, Jessye Norman, Mireille Mathieu, Nena, Peter Maffay, Helene Fischer, Roland Kaiser, Semino Rossi, Stefanie Hertel, Stefan Mross, Adoro, Karat, Deutsches Showballett Berlin |
| 37    | 23. Dezember 2009  | Freiburg im Breisgau                | Aufzeichnung     | Montserrat Caballé, André Rieu, Chris de Burgh, Claudia Jung, Andy Borg, Angelika Milster, Christopher Cross, Cassandra Steen, David Garrett, das Deutsche Showballett Berlin, Anna Maria Kaufmann, Karel Gott |
| 38    | 6. Februar 2010    | Salzburg                            | live             | Peter Maffay, Swan Lake, Jürgen Drews, Erste Allgemeine Verunsicherung, das Deutsche Showballett Berlin |
| 39    | 6. März 2010       | Leipzig                             | live             | Wencke Myhre, Danyel Gérard, Lillie Sander, Yvonne Catterfeld, Petruța Küpper, Inka Bause, Gregor Glanz, Stefan Waggershausen, The Priests, das deutsche Showballett Berlin |
| 40    | 8. Mai 2010        | Krefeld                             | live             | Andrea Berg, Semino Rossi, Ireen Sheer, Stefanie Hertel, Roger Whittaker, Karat, Pierre Brice, Michael Hirte, das Musical Hairspray mit Uwe Ochsenknecht, das Deutsche Showballett Berlin, Nicole, Johnny Logan, Séverine, Olsen Brothers, Mehrzad Marashi, Hans Klok, Dschinghis Khan, Andrew Carrington |
| 41    | 14. August 2010    | Sommerspecial aus Kitzbühel         | Aufzeichnung     | Vicky Leandros, Andrea L’Arronge, Anja Kruse, DJ Ötzi, Hansi Hinterseer, Mireille Mathieu, David Garrett |
| 42    | 25. September 2010 | Braunschweig                        | live             | Vicky Leandros, David Garrett, Karel Gott, Semino Rossi, Mary Roos, Volker Lechtenbrink, Mark Medlock, Anna Maria Kaufmann, Claudia Jung, Ben Becker, Silly, das Deutsche Showballett Berlin |
| 43    | 30. Oktober 2010   | Bremen                              | live             | Andrea Berg, Nicole, DJ Ötzi, Peter Kraus, Roland Kaiser, Lena Valaitis, Mary Roos, Matthias Reim, Barry Ryan, die Höhner mit Stefan Gwildis, Uwe Kröger & Annemieke van Dam, Unheilig, Christian Anders, das Musical GREASE, das Ensemble des Berliner Friedrichstadtpalastes, das Deutsche Showballett Berlin |
| 44    | 20. November 2010  | Magdeburg                           | live             | Gitte Haenning, Till Brönner, Chris de Burgh, Claudia Jung, Umberto Tozzi, Nockalm Quintett, Adoro, Die Prinzen, das Deutsche Showballett Berlin |
| 45    | 22. Januar 2011    | Offenburg                           | live             | Helene Fischer, Vanessa Neigert, Michael Hirte, Edward Simoni, Hansi Hinterseer, Katja Ebstein, Truck Stop, Cindy & Bert, Bata Illic, Nicki, Gaby Baginsky, Graham Bonney, Albert Hammond, Heinz Rudolf Kunze, Sarah Connor, Josh Groban, DJ Ötzi, Big Band der Bundeswehr, Russisches Staatsballett, Deutsches Showballett Berlin |
| 46    | 26. Februar 2011   | Berlin                              | live             | Ilja Richter, Roland Kaiser & Lena Valaitis, Margit Sponheimer, Matthias Reim feat. Azuquita, Karl Dall, Middle of the road, Harpo, Howard Carpendale, Bernhard Brink, Gebrüder Blattschuss, Klaus & Klaus, Markus Becker, Frank Zander, Ute Freudenberg & Christian Lais, Chico & the Gypsies, Deutsches Showballett Berlin |
| 47    | 2. April 2011      | Klagenfurt                          | live             | Udo Jürgens, Andrea Berg, Jörg Pilawa, Vicky Leandros, David Hasselhoff, Andreas Gabalier, Andy Borg, Max Raabe & das Palastorchester, Milva & Stephan Sulke, Max Greger & Hugo Strasser, das Deutsche Showballett Berlin |
| 48    | 24. September 2011 | Magdeburg                           | live             | Andrea Berg, Jürgen von der Lippe, Karel Gott, Ute Freudenberg & Christian Lais, Maite Kelly, DJ Ötzi, Mireille Mathieu, das Deutsche Showballett Berlin, Klee, Jasmin Wagner |
| 49    | 22. Oktober 2011   | Braunschweig                        | live             | Peter Maffay, André Rieu und Orchester, Michael Hirte, Paul Potts, Hansi Hinterseer, Ella Endlich, das Ensemble des Musicals „Tanz der Vampire“ |
| 50    | 12. November 2011  | Dortmund                            | live             | David Garrett, DJ Ötzi, Andy Borg, Wencke Myhre, Chris de Burgh, Semino Rossi, Daliah Lavi, Il Volo, Adoro, das russische Staatsballett, das Deutsche Showballett Berlin |
| 51    | 25. Februar 2012   | Bremen                              | live             | Helene Fischer, Lang Lang, Hugo Strasser, Paul Kuhn, Max Greger, Höhner, Ireen Sheer, Andreas Gabalier, Nolwenn Leroy |
| 52    | 24. März 2012      | Berlin                              | live             | Barry Manilow, Vicky Leandros, Nana Mouskouri, Boney M. feat. Liz Mitchell, Stefanie Hertel und Michelle, Leo Rojas, DJ Ötzi & The Bellamy Brothers, das Udo Lindenberg-Musical „Hinterm Horizont“, das Ensemble des Friedrichstadt-Palastes, das Deutsche Showballett Berlin |
| 53    | 28. April 2012     | Fulda                               | live             | Morten Harket, Lionel Richie, Andrea Berg, Peter Maffay, die Irish Dance-Show „Lord of the Dance“, Semino Rossi, Unheilig, Andy Borg, Anna Maria Kaufmann, Ute Freudenberg, das Deutsche Showballett Berlin |
| 54    | 1. September 2012  | Berlin                              | live             | Vicky Leandros, Ronan Keating, Roland Kaiser, DJ Ötzi, Jürgen Drews, Hansi Hinterseer, Nino de Angelo, Musical „Tarzan“ mit Alexander Klaws, Seer, das Deutsche Showballett Berlin |
| 55    | 29. September 2012 | Karlsruhe                           | live             | Amy Macdonald, Tony Christie, Hans Klok, Musical Cats mit Angelika Milster, Ricchi & Poveri, Glasperlenspiel, Joy Fleming, Francine Jordi, Roger Whittaker, Anita & Alexandra Hofmann, das Deutsche Showballett Berlin |
| 56    | 17. November 2012  | Graz                                | live             | Eros Ramazzotti, Rolando Villazón, Il Divo, Patricia Kaas, Chris de Burgh, Andreas Gabalier, Unheilig, Pur, das Deutsche Showballett Berlin |
| 57    | 16. Februar 2013   | Berlin                              | live             | Bonnie Tyler, Vicky Leandros, David Garrett, Richard Clayderman, Matthias Reim, Heino, Santiano, Dieter Thomas Heck, Stefanie Hertel, Alice, Angelika Milster, die Revue „Show me“ des Friedrichstadt-Palastes Berlin, das Deutsche Fernsehballett |
| 58    | 13. April 2013     | Erfurt                              | live             | Andrea Bocelli und Sarah Brightman, Pur, Adoro, Peter Plate, Roland Kaiser, Semino Rossi und Mary Roos, Lindsey Stirling, Dieter Hallervorden, das Deutsche Fernsehballett |
| 59    | 11. Mai 2013       | Klagenfurt                          | live             | Mireille Mathieu, Andreas Gabalier, Andy Borg und Jörg Knör, Nicole und Francine Jordi, die Lokalmatadoren Nockalm Quintett, Albano Carrisi aus Italien, die Band Santiano, H&N, das Ensemble Riverdance, The Sweet und das Deutsche Fernsehballett, Nik P., Christina Stürmer, Markus Wolfahrt und das Musical „Natürlich blond“ |
| 60    | 28. September 2013 | Essen                               | live             | The Hollies, André Rieu, Glasperlenspiel, Beatrice Egli, Stefanie Hertel, Maite Kelly, Jan Smit, das Deutsche Fernsehballett, Lou Bega, Max Raabe, das Musical Mamma Mia |
| 61    | 26. Oktober 2013   | Magdeburg                           | live             | Barbara Schöneberger, Howard Carpendale, Santiano, Heino, David Garrett, Johnny Logan, Helene Fischer, Andrea Berg, das Deutsche Fernsehballett |
| 62    | 23. November 2013  | Braunschweig                        | live             | Sascha Grammel, Andrea Berg und Uli Ferber, David Garrett, Beatrice Egli, Stefanie Hertel, Mireille Mathieu, Leo Rojas, Das Phantom der Oper, Cliff Richard, Hansi Hinterseer, Anna Maria Kaufmann, das Deutsche Fernsehballett |
| 63    | 17. April 2014     | Halle (Saale)                       | Aufzeichnung     | Udo Jürgens, Hape Kerkeling, Mary Roos, Andreas Gabalier, Uwe Busse, Ute Freudenberg, Stefanie Hertel, Stefan Mross, Alfons Schuhbeck, Rolando Villazón, Cliff Richard, Ross Antony, Olsen Brothers, Höhner, Großstadt Freunde, Elaiza, Albert Hammond, Katrin Müller-Hohenstein, Michelle, Oonagh, Deutsches Fernsehballett |
| 64    | 7. Juni 2014       | Magdeburg                           | live             | Helene Fischer, Vicky Leandros, Nik P., Howard Carpendale, Matthias Reim, Fantasy, George Baker Selection, Bellini, Ella Endlich, Anastacia, Matze Knop, Michael Schanze, Waldemar Hartmann, Alfons Schuhbeck, Buddy, Amira, Andreas Gabalier, DJ Ötzi, Chico & the Gypsies, Tony Marshall, Alexander Klaws, das Deutsche Fernsehballett |
| 65    | 13. September 2014 | Berlin                              | live             | Johannes B. Kerner, Hansi Hinterseer, Andy Borg, José Feliciano, Nino de Angelo, Siw Malmkvist, Michael Holm, Roland Kaiser, Sabine Christiansen, Eckart von Hirschhausen, Daniela Schadt, John Miles, Helmut Lotti, Nana Mouskouri, Linda Hesse, H&N, Riverdance, Faun, Andrea Petković, Jonathan Heimes, das Deutsche Fernsehballett |
| 66    | 2. April 2015      | Hannover                            | Aufzeichnung     | Heino, Howard Carpendale, Matthias Reim, Jürgen Drews, G. G. Anderson, Patrick Lindner, Beatrice Egli, Anna-Maria Zimmermann, Seer, Thomas Anders, Stefan Mross, Karsten Speck, Wolfgang Lippert, Wolfgang Fierek, Wildecker Herzbuben, Judith & Mel, Gotthilf Fischer, das Deutsche Fernsehballett, Boney M. feat. Liz Mitchell, Mirja Boes, Matze Knop, Chippendales, Matthias Schweighöfer, Karat, Guildo Horn |
| 67    | 16. Mai 2015       | Magdeburg                           | live             | Andreas Gabalier, Guildo Horn, Santiano, Bluma, Hansi Hinterseer, Patrick Lindner, Elvis – Das Musical, Eros Ramazzotti, Chris de Burgh, Christina Stürmer, Glasperlenspiel, Willi Gabalier, das Deutsche Fernsehballett, Nelson Müller, Kolja Kleeberg, Ireen Sheer, Eckart Witzigmann, Jürgen Sparwasser |
| 68    | 19. September 2015 | Berlin                              | live             | Al Bano, Romina Power, Andrea Berg, André Rieu, Tony Christie, PUR, Beatrice Egli, Ella Endlich, Andy Borg, Hansi Hinterseer, Stefan Mross, Volker Lechtenbrink, Puhdys, Karat, City, Tom Gaebel und das WDR Rundfunkorchester Köln, Arthur Abraham, Alexander Klaws, Matze Knop, Martin Reinl, das Deutsche Fernsehballett |
| 69    | 24. März 2016      | Magdeburg                           | Aufzeichnung     | Anastacia, Howard Carpendale, Marianne Rosenberg, Vicky Leandros, Wencke Myhre, Semino Rossi, Beatrice Egli, Voxxclub, Caught in the Act, Anja Kling, Johannes Willim, Ireen Sheer, Peggy March, Cindy Berger, Men in Coats, Hermes House Band, Mitch Keller, Julia Lindholm, das Deutsche Fernsehballett |
| 70    | 30. April 2016     | Hof                                 | live             | Beatrice Egli, Ross Antony, Nik P. & DJ Ötzi, Thomas Anders, Feuerherz, Andrea Berg, Chris de Burgh, Albert Hammond, Andreas Gabalier, Julia Lindholm, Fantasy, Matze Knop, Sarah Jones & Nicolás Espinoza, Phoenix West, Jonathan Zelter, Schramme11, das Deutsche Fernsehballett |
| 71    | 1. Oktober 2016    | Berlin                              | live             | Andrea Berg, David Garrett, Roland Kaiser, Pepe Lienhard, Pino Gasparini, Blue Journey, Chris de Burgh, Bonnie Tyler, Tony Christie, Ella Endlich, Michelle, Ireen Sheer, Andy Borg, Isabell Werth, Henning Baum, Wolfgang Trepper, Linda Hesse, Julia Lindholm, Il Volo, Serhat, Cornelia Scheel |
| 72    | 13. April 2017     | Magdeburg                           | Aufzeichnung     | Thomas Anders, The Kelly Family, Beatrice Egli, Michael Bolton, Vanessa Mai, Stefan Zauner, Petra Manuela, Marianne Rosenberg, Mary Roos, Nicole, Jürgen Drews, Mickie Krause, Olsen Brothers, Wincent Weiss, Gerd Christian, Matthias Steiner, Ella Endlich, Andrea Kiewel, Albert Hammond, Brandenburger Symphoniker |
| 73    | 20. Mai 2017       | Berlin                              | live             | Helene Fischer, Andrea Berg, Andreas Gabalier, Maite Kelly, Sascha Grammel, DJ Ötzi, Vanessa Mai, Bastiaan Ragas, Michelle, Wolfgang Lippert, Thomas Anders, Karel Gott, Francine Jordi |
| 74    | 30. September 2017 | Hannover                            | live             | Howard Carpendale, Andrea Berg, Wencke Myhre, Benny Andersson, Nena, DJ Ötzi, Paul Potts, David Garrett, Die Prinzen, Riverdance, Rock Legenden, Johann Lafer, Julian David, Maria Voskania, Jay Khan, Nadja Motov, Walter Lehnertz, Fabian Kahl, Elke Velten, Julian Schmitz-Avila, Ludwig Hofmaier, Fantasy, Fritz Pleitgen, Melanie Bremberger, Niklas Faßbender, Fernando Varela |
| 75    | 29. März 2018      | Hof                                 | Aufzeichnung     | Mireille Mathieu, Howard Carpendale, Maite Kelly, Matthias Reim, Santiano, David Hasselhoff, Patrick Duffy, Höhner, Beatrice Egli, Footloose, Lichtblick, Alina, Mousse T., Feuerherz, Laura Wilde, Vincent Gross |
| 76    | 5. Mai 2018        | Riesa                               | live             | DJ BoBo, Anna-Maria Zimmermann, Beatrice Egli, Roland Kaiser, Mary Roos, Barry Ryan, Bernhard Brink, Voxxclub, Gitte Hænning, Flashdance – Das Musical, Sarah, Lichtblick, Caroline Beil, Mario Kotaska, Matze Knop, Heinz Rudolph Kunze, Yannick Bovy, MacMaster Leahy Kids |
| 77    | 29. September 2018 | Berlin                              | live             | DJ Ötzi, Lena Valaitis, Angelo Kelly & Family, Vanessa Mai, Nana Mouskouri, Ella Endlich, Francine Jordi, Andreas Gabalier, Heino, Wolfgang Trepper, Barbara Schöneberger, Goldmeister, Vicky Leandros, Andrea Bocelli, Matteo Bocelli, Andrea Berg, Fantasy, Fritz Pleitgen |
| 78    | 9. Dezember 2018   | Best of aus München                 | Aufzeichnung     | Michael Betz, Verona Pooth, Andy Borg, Howard Carpendale, Albert Hammond |
| 79    | 4. Mai 2019        | Berlin                              | live             | Andrea Berg, Johannes B. Kerner, Roland Kaiser, Maite Kelly, Andy Borg, Beatrice Egli, Ehrlich Brothers, Peter Kraus, Mike Kraus, DJ Ötzi, The Kelly Family, Angelo Kelly & Family, Kerstin Ott, Philip Treacy, Ricky Kam, VIVID |
| 80    | 13. Juli 2019      | Offenburg                           | live             | Lou Bega, Fantasy, Andy Borg, Matze Knop, Markus Wolfahrt und Alpin KG, Ireen Sheer, Patrick Lindner, Tony Christie, Michael Holm, Loona, Mickie Krause, Tim Toupet, Ehrlich Brothers, Ricchi e Poveri, Paul Potts, Beatrice Egli, David Hasselhoff & Jasmin Wagner |
| 81    | 14. September 2019 | Hannover                            | live             | Sascha Grammel, Andreas Gabalier, Fantasy, David Hasselhoff, Andrea Berg, Ross Antony, Uwe Ochsenknecht, Katharina Thalbach, Angelika Milster, Hansi Hinterseer, Stefan Mross, Anna-Carina Woitschack, Ella Endlich, Musical Mamma Mia!, Shakin Stevens, Bonitaz, Wolfgang Moik, Jens Spahn, Katrin Muschewitz, Elin Ameling, Schwester Sabine, Fritz Pleitgen |
| 82    | 19. September 2020 | Riesa                               | live             | Andrea Berg, Roland Kaiser, Santiano, Marianne Rosenberg, Ben Zucker, Angelo Kelly & Family, Voxxclub, Oonagh, Kerstin Ott, Andy Borg, Sascha Grammel, Caroline Beil, Lutz van der Horst, Sandra Völker, Wayne Carpendale, Tanja Szewczenko, Gregory B. Waldis, Ilka Bessin, Werner Hansch, Laura Wontorra, Jörg Wontorra, Magdalena Brzeska, Cornelia Scheel, Walter Lehnertz, Wolfgang Lippert, Nadine Krüger, Maximilian Arland, Vincent Gross, Mary Roos & Wolfgang Trepper, Michael Mronz, Lena Buddendick, Dirk Rohde |
| 83    | 13. März 2021      | Berlin                              | live             | Johannes B. Kerner, Nik P., Andy Borg, Beatrice Egli, Rolando Villazón, Angelika Milster, Carlos, Katarina Witt, Karat, Howard Carpendale, Marianne Rosenberg, Roland Kaiser, Sascha Grammel, Andreas Gabalier, Matze Knop, Ella Endlich, Maite Kelly, Andrea Berg, Alfons Schuhbeck, Johann Lafer, Zucchero |